# Бохула
Бохула (мкд. Бохула) је насеље у Северној Македонији, у јужном делу државе. Бохуља је насеље у оквиру општине Кавадарци.

## Географија
Бохула је смештена у јужном делу Северне Македоније, близу државне границе са Грчком - 15 km јужно од насеља. Од најближег већег града, Кавадараца, насеље је удаљено 40 km јужно.
Насеље Бохула се налази у планинској области Бошава. Насеље је смештено изнад долине речице Бошаве, а подно планине Кожуф, која се издиже јужно од насеља. Насеље је положено на приближно 650 метара надморске висине. 
Месна клима је континентална.

## Становништво
Бохула је према последњем попису из 2002. године имала 28 становника.
Већинско становништво у насељу су етнички Македонци (90%), а мањина су Турци. Почетком 20. века 1/2 становништва били су Турци, који су после Првог светског рата иселили у матицу. 
Претежна вероисповест месног становништва је православље.